# Lethal Ninja
Pour plus de détails, voir Fiche technique et Distribution.
Lethal Ninja est un film américain réalisé par Yossi Wein, sorti en 1992,.

## Synopsis
En Afrique, plusieurs chimistes sont attaqués afin qu'ils créent une bactérie servant à polluer les eaux du pays. Parmi tous ces scientifiques se trouve Dominique, une jeune femme américaine mariée à un impressionnant maître en karaté et autres techniques de combat asiatique ; seule survivante du massacre, capturée par ses ennemis, elle appelle au secours.
Joe Ford son mari, décide donc de sauver sa femme des griffes des ninja en utilisant l'art du nunjitsu. Il sera aidé par un de ses anciens collègues, lui aussi apte aux techniques de combat des ninjas.

## Fiche technique
- Réalisation : Yossi Wein
- Scénario : Chris Dresser
- Pays : États-Unis
- Genre : Action
- Date de sortie : 1992
- Durée : 97 minutes

## Distribution
- Ross Kettle : Joe Ford
- Davids Webb : Pete Brannigan
- Norman Coombes : Kray
- Karyn Hill : Dominique Ford
- Kimberleigh Stark : Farida
- Frank Notaro (VF : Georges Berthomieu) : Omar Osman
- Ken Gampu (VF : Benoît Allemane) : Ndumo
- Len Sparrowhawk : Dr. Johannsen
- Douglas Bristow : Mac
- David Phetoe : Président africain
- Chris Ollie : Garde du corps n°2 de Kray
- Neville Strydom : Garde du corps n°1 d'Omar